# 刀景發
刀景发，明朝云南土司，湾甸（今云南省保山市昌宁县湾甸傣族乡）傣族首领。
刀景发开始被麓川宣慰使思伦法委任为湾甸陶孟。永乐三年（1405年），明成祖升湾甸长官司为湾甸州，以刀景发为湾甸知州，赐印章、金牌。永乐四年（1406年），成祖以湾甸道远，改每年朝贡为三年一朝贡，其他如庆贺、谢恩之类，不循此例。永乐六年（1408年），刀景发派人到南京贡马及方物，永乐七年（1409年），再派儿子刀景悬等人入朝贡献马匹，两次都获丰厚赏赐。